# Рахман Амузад
Рахман Муса Амузад Халілі (перс. رحمان موسی عموزاد خلیلی) (17 липня 2002 , Khalil Shahrd, Мазендеран ) — іранський борець вільного стилю, чемпіон світу та Азії.

## Спортивні результати на міжнародних змаганнях

### Виступи на Олімпіадах
| Змагання                    | Збірна | Вагова категорія          | Місце  |
| --------------------------- | ------ | ------------------------- | ------ |
| Літні Олімпійські ігри 2024 | Іран   | вільна боротьба, до 65 кг | Срібло |

### Виступи на Чемпіонатах світу
| Змагання                        | Збірна | Вагова категорія          | Місце  |
| ------------------------------- | ------ | ------------------------- | ------ |
| Чемпіонат світу з боротьби 2021 | Іран   | вільна боротьба, до 61 кг | 11     |
| Чемпіонат світу з боротьби 2022 | Іран   | вільна боротьба, до 65 кг | Золото |
| Чемпіонат світу з боротьби 2023 | Іран   | вільна боротьба, до 65 кг | 5      |

### Виступи на Чемпіонатах Азії
| Змагання                       | Збірна | Вагова категорія          | Місце  |
| ------------------------------ | ------ | ------------------------- | ------ |
| Чемпіонат Азії з боротьби 2022 | Іран   | вільна боротьба, до 65 кг | Золото |
| Чемпіонат Азії з боротьби 2023 | Іран   | вільна боротьба, до 65 кг | Золото |
| Чемпіонат Азії з боротьби 2024 | Іран   | вільна боротьба, до 65 кг | Золото |

### Виступи на Азійських іграх
| Змагання           | Збірна | Вагова категорія          | Місце  |
| ------------------ | ------ | ------------------------- | ------ |
| Азійські ігри 2022 | Іран   | вільна боротьба, до 65 кг | Срібло |

### Виступи на Кубках світу
| Змагання                    | Збірна | Вагова категорія          | Місце  |
| --------------------------- | ------ | ------------------------- | ------ |
| Кубок світу з боротьби 2020 | Іран   | вільна боротьба, до 57 кг | Бронза |
| Кубок світу з боротьби 2022 | Іран   | команда                   | Срібло |

### Виступи на інших змаганнях
| Змагання                                    | Збірна | Вагова категорія          | Місце  |
| ------------------------------------------- | ------ | ------------------------- | ------ |
| Турнір Яшара Догу 2021                      | Іран   | вільна боротьба, до 61 кг | Золото |
| Відкритий чемпіонат Загреба з боротьби 2024 | Іран   | вільна боротьба, до 65 кг | Срібло |
| Меморіал Імре Поляка та Яноша Варги 2024    | Іран   | вільна боротьба, до 70 кг | 8      |

### Виступи на змаганнях молодших вікових груп
| Змагання                                      | Збірна | Вагова категорія          | Місце  |
| --------------------------------------------- | ------ | ------------------------- | ------ |
| Чемпіонат Азії з боротьби серед кадетів 2018  | Іран   | вільна боротьба, до 45 кг | Золото |
| Чемпіонат світу з боротьби серед кадетів 2018 | Іран   | вільна боротьба, до 45 кг | Золото |
| Чемпіонат Азії з боротьби серед кадетів 2019  | Іран   | вільна боротьба, до 48 кг | Золото |
| Чемпіонат світу з боротьби серед кадетів 2019 | Іран   | вільна боротьба, до 48 кг | Золото |
| Чемпіонат світу з боротьби серед юніорів 2021 | Іран   | вільна боротьба, до 61 кг | Золото |